# Andrea Aghini
Andrea Aghini (Livorno, 29 dicembre 1963) è un pilota di rally italiano.

## Biografia
Ha esordito nel 1984 nei rally. È uno dei più forti e vittoriosi piloti italiani degli ultimi 20 anni e uno dei migliori asfaltisti degli anni 1990, per quanto riguarda questa specialità.
È stato legato per anni alla Peugeot, con cui vinse moltissimi Rally e vincendo anche la Finale Peugeot in Francia, davanti ai migliori piloti del mondo della casa del leone. Ebbe la possibilita, grazie al Jolly Club, di poter disputare con successo, alcune Gare Europee con la Lancia Delta nei colori Fina. Rimane sua l'ultima vittoria di un italiano su una vettura italiana all'interno di un rally del campionato mondiale, al Rally di Sanremo 1992 sulla Lancia Delta Integrale del Team Martini Racing Jolly Club. Riesce a imporsi sul suo compagno Kankkunen, dominando sulle tappe asfaltate liguri e difendendosi sui tratti sterrati della sua Toscana.
La stagione seguente può essere per lui la svolta, in quanto è designato per fare da compagno di squadra a Carlos Sainz in seno al Jolly Club alla guida sempre di una Delta integrale, ma nonostante sia spesso più veloce del suo blasonato compagno di team, alla fine del campionato raccoglierà pochi punti a causa dei numerosi ritiri per incidente.
Nel 1994 la Lancia esce definitivamente dal campionato mondiale rally e per lui si profila solo la possibilità di correre saltuariamente nel massimo campionato, alternandosi alla guida della Toyota Celica, della Corolla e della Mitsubishi Lancer-Carisma. Ritorna così a gareggiare nel campionato italiano rally, dove è stato campione di specialità due volte, nel 1998 e nel 1999, sempre su Corolla; in Italia nel corso degli anni guida anche la Subaru Impreza WRC, la Celica e la Peugeot 206 WRC.
Nel 2003, in seguito ad un grave incidente durante il Rally del Salento (dove conduceva in gara una Peugeot 206 S1600), perse la vita il suo copilota, Loris Roggia. Nel 2005 è tornato a correre con una Subaru Impreza del preparatore italiano Top Run, terminando quarto nella classifica finale del campionato italiano rally. Anche nel 2006 e nel 2007 ha continuato a correre per Subaru Italia nello stesso campionato. Nel 2008 lo si è visto al via del Trofeo Rally Terra e in alcune appuntamenti del CIR, sempre a bordo della Subaru Impreza STI.
L'8 marzo 2008, nel corso di una prova speciale al Rally del Ciocco, una donna scivola accidentalmente giù da un poggio strattonata dal suo cane. Nel mentre sopraggiunge la vettura di Aghini che nulla poteva fare per evitare la spettatrice, che muore sul colpo.
La sua partecipazione al Trofeo Terra si rivela sfortunata con due ritiri e il secondo posto al Rally dell'Adriatico; una svolta arriva al rally di Sardegna a Nuoro svoltosi il 21 e 22 giugno 2008: Andrea vince il rally insieme a Max Cerrai, ottenendo la prima vittoria della nuova Subaru Impreza Sti N14 in Italia.

## Palmarès

### Gruppo N
| Anno | Rally            | Navigatore       | Vettura         | Pos. |
| ---- | ---------------- | ---------------- | --------------- | ---- |
| 1988 | Rally di Sanremo | Sauro Farnocchia | Peugeot 309 GTI | 1º   |

### WRC
Aghini è andato cinque volte a podio in gare del campionato del mondo rally.
| Anno | Rally                | Navigatore       | Vettura                     | Pos. |
| ---- | -------------------- | ---------------- | --------------------------- | ---- |
| 1992 | Rally di Sanremo     | Sauro Farnocchia | Lancia Delta HF Integrale   | 1º   |
| 1992 | Rally di Catalogna   | Sauro Farnocchia | Lancia Delta HF Integrale   | 3º   |
| 1993 | Rally del Portogallo | Sauro Farnocchia | Lancia Delta HF Integrale   | 3º   |
| 1994 | Tour de Corse        | Sauro Farnocchia | Toyota Celica Turbo 4WD     | 3º   |
| 1995 | Tour de Corse        | Sauro Farnocchia | Mitsubishi Lancer Evolution | 3º   |

## Risultati nel mondiale rally

### WRC
| 1987 | Scuderia | Vettura         |  |  |  |  |  |  |  |  |  |  |  |     |  |  |  |  | Punti | Pos. |
| ---- | -------- | --------------- |  |  |  |  |  |  |  |  |  |  |  | --- |  |  |  |  | ----- | ---- |
| 1987 |          | Peugeot 205 GTI |  |  |  |  |  |  |  |  |  |  |  | Rit |  |  |  |  | 0     |      |

| 1988 | Scuderia              | Vettura         |  |  |  |  |  |  |  |  |  |  |  |    |  |  |  |  | Punti | Pos. |
| ---- | --------------------- | --------------- |  |  |  |  |  |  |  |  |  |  |  | -- |  |  |  |  | ----- | ---- |
| 1988 | Peugeot Talbot Italia | Peugeot 309 GTI |  |  |  |  |  |  |  |  |  |  |  | 12 |  |  |  |  | 0     |      |

| 1989 | Scuderia            | Vettura          |  |  |  |  |  |  |  |  |  |  |     |  |  |  |  |  | Punti | Pos. |
| ---- | ------------------- | ---------------- |  |  |  |  |  |  |  |  |  |  | --- |  |  |  |  |  | ----- | ---- |
| 1989 | Peugeot Team Italia | Peugeot 405 Mi16 |  |  |  |  |  |  |  |  |  |  | Rit |  |  |  |  |  | 0     |      |

| 1991 | Scuderia   | Vettura                    |  |  |  |  |  |  |  |  |  |  |   |  |   |  |  |  | Punti | Pos. |
| ---- | ---------- | -------------------------- |  |  |  |  |  |  |  |  |  |  | - |  | - |  |  |  | ----- | ---- |
| 1991 | Jolly Club | Lancia Delta Integrale 16V |  |  |  |  |  |  |  |  |  |  | 5 |  | 5 |  |  |  | 16    | 14º  |

| 1992 | Scuderia       | Vettura                   |  |  |     |  |   |  |  |  |  |  |   |  |   |    |  |  | Punti | Pos. |
| ---- | -------------- | ------------------------- |  |  | --- |  | - |  |  |  |  |  | - |  | - | -- |  |  | ----- | ---- |
| 1992 | Martini Racing | Lancia Delta HF Integrale |  |  | Rit |  | 6 |  |  |  |  |  | 1 |  | 3 | 10 |  |  | 39    | 7º   |

| 1993 | Scuderia   | Vettura                   |     |  |   |  |     |   |  |  |  |  |     |  |  |  |  |  | Punti | Pos. |
| ---- | ---------- | ------------------------- | --- |  | - |  | --- | - |  |  |  |  | --- |  |  |  |  |  | ----- | ---- |
| 1993 | Jolly Club | Lancia Delta HF Integrale | Rit |  | 3 |  | Rit | 4 |  |  |  |  | Rit |  |  |  |  |  | 22    | 14º  |

| 1994 | Scuderia                                        | Vettura                         |  |     |  |   |  |  |  |  |     |  |  |  |  |  |  |  | Punti | Pos. |
| ---- | ----------------------------------------------- | ------------------------------- |  | --- |  | - |  |  |  |  | --- |  |  |  |  |  |  |  | ----- | ---- |
| 1994 | Toyota Castrol Team, Grifone e H.F. Grifone SRL | Toyota Celica Turbo 4WD (ST185) |  | Rit |  | 3 |  |  |  |  | Rit |  |  |  |  |  |  |  | 12    | 14º  |

| 1995 | Scuderia            | Vettura                                              |   |  |  |   |  |  |   |  |  |  |  |  |  |  |  |  | Punti | Pos. |
| ---- | ------------------- | ---------------------------------------------------- | - |  |  | - |  |  | - |  |  |  |  |  |  |  |  |  | ----- | ---- |
| 1995 | Mitsubishi Ralliart | Mitsubishi Lancer Evo II e Mitsubishi Lancer Evo III | 6 |  |  | 3 |  |  | 5 |  |  |  |  |  |  |  |  |  | 26    | 7º   |

| 1997 | Scuderia         | Vettura                       |  |  |  |  |  |  |  |  |  |  |  |   |  |  |  |  | Punti | Pos. |
| ---- | ---------------- | ----------------------------- |  |  |  |  |  |  |  |  |  |  |  | - |  |  |  |  | ----- | ---- |
| 1997 | H.F. Grifone SRL | Toyota Celica GT-Four (ST205) |  |  |  |  |  |  |  |  |  |  |  | 7 |  |  |  |  | 0     |      |

| 1998 | Scuderia         | Vettura            |  |  |  |  |  |  |  |  |  |  |   |  |  |  |  |  | Punti | Pos. |
| ---- | ---------------- | ------------------ |  |  |  |  |  |  |  |  |  |  | - |  |  |  |  |  | ----- | ---- |
| 1998 | H.F. Grifone SRL | Toyota Corolla WRC |  |  |  |  |  |  |  |  |  |  | 9 |  |  |  |  |  | 0     |      |

| 1999 | Scuderia         | Vettura            |  |  |  |  |  |  |  |  |  |  |  |   |  |  |  |  | Punti | Pos. |
| ---- | ---------------- | ------------------ |  |  |  |  |  |  |  |  |  |  |  | - |  |  |  |  | ----- | ---- |
| 1999 | H.F. Grifone SRL | Toyota Corolla WRC |  |  |  |  |  |  |  |  |  |  |  | 5 |  |  |  |  | 2     | 21º  |

| 2000 | Scuderia        | Vettura                      |  |  |  |  |  |     |  |  |  |  |  |    |  |  |  |  | Punti | Pos. |
| ---- | --------------- | ---------------------------- |  |  |  |  |  | --- |  |  |  |  |  | -- |  |  |  |  | ----- | ---- |
| 2000 | Ralliart Italia | Mitsubishi Carisma GT Evo VI |  |  |  |  |  | Rit |  |  |  |  |  | 15 |  |  |  |  | 0     |      |

| Legenda | 1º posto | 2º posto | 3º posto | A punti | Senza punti | Ritirato | Squalificato | NP=Non partito C=Gara cancellata | Apice=Power stage |

### Gruppo N
| 1988 | Scuderia              | Vettura         |  |  |  |  |  |  |  |  |  |  |  |   |  |  |  |  | Punti | Pos. |
| ---- | --------------------- | --------------- |  |  |  |  |  |  |  |  |  |  |  | - |  |  |  |  | ----- | ---- |
| 1988 | Peugeot Talbot Italia | Peugeot 309 GTI |  |  |  |  |  |  |  |  |  |  |  | 1 |  |  |  |  | 13    | 6º   |

| 2000 | Scuderia | Vettura                      |  |  |  |  |  |     |  |  |  |  |  |  |  |  |  |  | Punti | Pos. |
| ---- | -------- | ---------------------------- |  |  |  |  |  | --- |  |  |  |  |  |  |  |  |  |  | ----- | ---- |
| 2000 |          | Mitsubishi Carisma GT Evo VI |  |  |  |  |  | Rit |  |  |  |  |  |  |  |  |  |  | 0     |      |

| Legenda | 1º posto | 2º posto | 3º posto | A punti | Senza punti | Ritirato | Squalificato | NP=Non partito C=Gara cancellata | Apice=Power stage |